# Idiophyes boninensis
Idiophyes boninensis is een keversoort uit de familie zwamkevers (Endomychidae). De wetenschappelijke naam van de soort werd in 1978 gepubliceerd door Sasaji.